# Kurt Linder
Pour les articles homonymes, voir Linder.
Kurt Erich Linder, né le 8 octobre 1933 à Neureut (Allemagne) et mort le 12 décembre 2022, est un footballeur allemand . Il a évolué comme milieu de terrain. Il a été finaliste de la Coupe de France avec Lyon en 1963. Il mesure 1,75 m pour 73 kg.

## Carrière de joueur
- Rot-Weiß Essen
- 1959-1960 : Rapid Vienne
- 1960-1962 : Rot-Weiß Essen
- 1962-1963 : Olympique lyonnais

## Palmarès
- Finaliste de la Coupe de France 1963 (avec l'Olympique lyonnais)

## Carrière d'entraîneur
- 1965-1966 : FC Lausanne-Sport
- 1968-1972 : PSV Eindhoven
- 1972-1973 : Olympique de Marseille
- 1973-1977 : BSC Young Boys
- 1981-1982 : AFC Ajax
- 1983 : BSC Young Boys
- 1988 : AFC Ajax